# Alastos batesii
Alastos batesii là một loài bọ cánh cứng trong họ Cerambycidae.